# Forhus og baghus
Forhus og baghus er en tysk stumfilm fra 1915 af Urban Gad.

## Medvirkende
- Asta Nielsen som Sabine Schulze
- Paul Otto som Leutnant von Hameln
- Fred Immler som Kellner Lehmann
- Victor Arnold som Kommerzienrat Goldsohn
- Mary Scheller som Frau Goldsohn
- Senta Eichstaedt som Tochter Goldsohn
- Alfred Kuehne som Schneider Schulze
- Adele Reuter-Eichberg som Mutter Schulze